# 879

## Събития
- Луи III става крал на Франция

## Починали
- 10 април – Луи II, крал на франките (* 846 г.)
- Рюрик, княз на Новгород
- Анастасий Библиотекар, италиански духовник